# Коросниця
Коросниця (до 1938 р. Йозефсберґ) —  село в Україні, у Меденицькій селищній громаді Дрогобицького району Львівської області.

## Історія
Йо́зефсберґ (нім. Josefsberg) — сучасне село Коросниця. Німецька сільськогосподарська колонія, заснована в 1784 році в Галичині.
Йозефсберґ було одним із багатьох поселень створених під час колонізаційної програми, розпочатої австрійським імператором Йосифом II, починаючи з 1782 року. Будинки і господарські будівлі будувались в селах з околицями, а ділянки землі були призначені для кожного будинку. Імператор Йосиф II запросив німецьких фермерів мігрувати в східні області. Обладнання для ферм, насінне зерно і все необхідне, щоб почати землеробство було надано урядом. До 1880 року населення Йозефсберґа було 750 ос.
У 1773 р. в Галичині, здійснити адміністративну реорганізацію краю. Поселення Йозефсберґ утворилось у тодішньому Дрогобицькому районі Самбірського крайсу (округу) Королівства Галичини та Володимирії Австрійської монархії.
У період 1805-1918 рр. поселення знаходилось у громаді Йозефсберґ на території Дрогобицького дистрикту (повіту (нім. Gebiet, пол. powiat)) Самбірського округу (крайсу, циркула (нім. Kreis, пол. cyrkuł)) Королівства Галичини та Володимирії Австро-Угорщини.
Навколо сільської площі у 1805 р. встановили церкву, парафіяльний дім, німецький будинок (клуб) і молочарню. Першу німецьку школу було відкрито наприкінці XIX ст. До Першої світової війни існувала початкова школа на 2 класи. До 1939 р. існувала початкова школа на 6 класів у кам'яному двоповерховому будинку.
Станом на 1900 р. у селі було 117 хат та проживало близько 1000 людей.
У період ЗУНР поселення входило у склад Дрогобицького повіту Самбірської військової округи Львівської військової області.
У 1920 р, з приходом Польщі, село увійшло до волості Йозефсберґ Дрогобицького повіту Львівського воєводства.
1 серпня 1934 р. в Дрогобицькому повіті було створено ґміну Меденичі з центром в с. Меденичі. У склад ґміни входили сільські громади: Довге (Меденицьке), Йозефсберґ, Кеніґзау, Меденичі, Летня, Опарі, Ріпчиці.
25 листопада 1938 р. розпорядженням міністра внутрішніх справ Польщі село Йозефсберґ перейменовано на Коросницю.
У 1940 р. всіх фольксдойчів поселення по доктрині "Додому в Рейх" було переселено до Німеччини.
У період нацистської окупації під час Другої світової війни, зі серпня 1941 року село увійшло до волості (нім. Landgemeinde) Меденичі окружного староства Дрогобич (нім. Kreishauptmannschaft Drohobycz) дистрикту Галичина Генерал-губернаторства для окупованих польських земель.
Дистрикт Галичина припинив своє існування наприкінці липня 1944 року, коли внаслідок Львівсько-Сандомирської операції, був ліквідований, а німецька окупація змінилася на радянську. 6 серпня 1944 року до адміністративного центру округи вступили радянські війська.
Під час Другої світової війни в селі проживали німецькі біженці з південних областей України. В 1944 р. через село проходив фронт, тому багато будинків згоріли або були зруйновані. Після закінчення війни у 1945 р. вцілілі будинки заселили депортовані українські сім'ї із Закарпатської зони українських земель, що відійшли до Польщі. Короткий час у селі існував табір для німецьких військовополонених, спецшкола для малолітніх порушників.
У 1946 р. поселення належало до Коросницької сільської ради Меденицького району Дрогобицької області.
Станом на 1967 р. село вже було у складі Летнянської сільської ради Дрогобицького району Львівської області.
Землі використовував колгосп ім. газети “Правда”. Загальна площа земельних угідь становила 64 га. Потім приєднали до с. Рівне.
Коли село приєднали до Летнянської сільської ради, землі передані до радгоспу “Меденицький”. На базі цього радгоспу в селі в приміщені двоповерхового будинку, на шкільному подвірї, яке існувало до 1969 р., заснували дитячий табір, було штучно створено ще один ставок площею 1,4 га, для обслуговування цього табору. В 90-х роках табір закрили.
23 грудня 2018 року на добровільній основі приєдналося до складу першої у Дрогобицькому районі - Меденицької об’єднаної територіальної громади.
З 2020 р., після чергової адміністративно-територіальної реформи, село Коросниця увійшло до Летнянського старостинського округу Меденицької громади оновленого Дрогобицького району Львівщини.

## Етимологія назви
Перша писемна згадка про поселення припадає на 1785-1788 рр. - Krosnica, Josefsberg.
Назву виводять від слова “хворост”, що означає хмиз або ”корост” - молодий чагарник на місці вирубаного лісу.
У назві наголошують літеру ”и”.
Перша назва цього села: Йозефсберг, на честь австрійського цісара Йосифа II. Первісну назву утворено від німецького апелятива berg "гора" та власного імені Йозеф. Буквально перекладається з німецької мови як Йосифова гора.

## Географія
Село розташоване на правому березі потічка Коросниці.
Має форму прямокутника. Пряма вулиця із 5-ма перпендикулярними до неї вулицями, розташованими на одинаковій відстані одна від одної.
Станом на 2022 рік Коросниця у межах забудови займає площу 64 га або 0,64 км². З урахуванням приналежних полів, лісів тощо - 323,5 га або 3,24 км².
Станом на 01.01.2022 р. у селі наявно 44 двори.
Сусідні населені пункти:

## Населення
До Першої світової війни в селі проживало до 888 осіб: 874 німці, 11 українців, 3 жиди. До 1939 р. чисельність збільшилась до 143-х сімей, від 920-1000 осіб, в абсолютній більшості німці.
Через конфесійні суперечності німецькі колоністи Кеніґсау (с.Рівне) і села Йозефсбергу (Коросниця) майже не підтримували контактів: не одружувались та не виходили заміж. Наприкінці 1939р. німецькі колоністи репатріювались до Німеччини.
Станом на 01.01.2015 р. у селі було 135 мешканців.

### Антропоніміка
Станом на січень 2024 р. у селі наявно 43 домогосподарства, у 6 з яких не проживають люди.
Після виїзду німців - корінних мешканців поселення, по закінченні Другої світової війни, у їхні домівки заселили сім'ї з різних регіонів країни. Тому автохтонних антропонімів у поселені, швидше за все, немає. Станом на січень 2024 р. наявні такі прізвища: Андрухів, Андрущакевич, Братців, Вайда, Варварич, Василик, Васильців, Гільшанський(-а), Данилів, Данчак, Драп, Дробіняк, Зубрицький(-а), Карпин, Кулик, Курячий(-а), Куціпак, Кушнір, Лавриш, Лисик, Ляшінський(-а), Морикінь, Олексій, Петрів, Піхур, Попович, Савула, Франків, Цекот, Швець, Юрчик. 
Такі прізвища, як Братців, Васильців, Дробіняк, Карпин, Лавриш поширені у сусідніх населених пунктах: селах Більче, Кавсько та Летня.

## Розвиток села
У селі облаштований дитячий майданчик. Газифіковане у 2010-2012 рр. Є вуличне освітлення з 2018 року.
Працює магазин.

## Релігія

### Церква
13 березня 1991 р. на сході села за присутності отця Олексія Демяновського на місці колишньої камяної кірхи вирішили побудувати церкву. Згодом при будівництві церкви залишили уцілілу передню частину від кірхи, на місці шпиля розмістили купол. На будівництво церкви збирали кошти і сусідні села. Церкву ставили всім селом. Роботу по дереву (верх церкви) виконував Беца Василь. Церкву будували 6 років. 14 жовтня 1997 р. відбулося освячення та відкриття церкви на честь свята Покрови Пресвятої Богородиці. Освячення відбулося за присутності єпископа Юліана Воронського та отця Анатолія Чуниса.
Церква належить до греко-католицької конфесії.

### Цвинтар
Старе німецьке кладовище розташоване на північ від села на східному схилі пагорба поруч з гаєм. Начерки на багатьох могилах можна побачити, проте більшість з надгробків повалені. Написи на деяких надгробках з кінця 1800-х і початку 1900-х ще можна розшифрувати.

## Школа
Першу німецьку школу було відкрито наприкінці XIX ст. До Першої світової війни існувала початкова школа на 2 класи. До 1939 р. існувала початкова школа на 6 класів у кам'яному двоповерховому будинку.
Діти навчаються в Меденицькій середній школі.

## Волевиявлення громади
| 460289 | с. Коросниця | вул. 1-го Травня, 20, с. Коросниця, Дрогобицький р-н, Львівська обл., 82163 (приватний будинок, к.1) |

Інтереси села Коросниці у територіальній громаді представляють 2-оє депутатів.

## Цікавинки
Уздовж села обабіч перехресть вулиць, є 4 великі криниці діаметром 3 метри, глибиною 32-36 м. Викопані у 1927 році. Було їх 5. З двох із них люди беруть воду досі.
Поширені прізвища: Морикінь, Курячий.
В селі в післявоєнні роки в двохповерховому будинку (раніше німецька початкова школа), декілька років проіснувала туберкульозна лікарня.
У селі один урбанонім. 02 грудня 2022 року вулицю 1-го Травня перейменували на вулицю Княгині Ольги.